# Teatro del siglo XIX

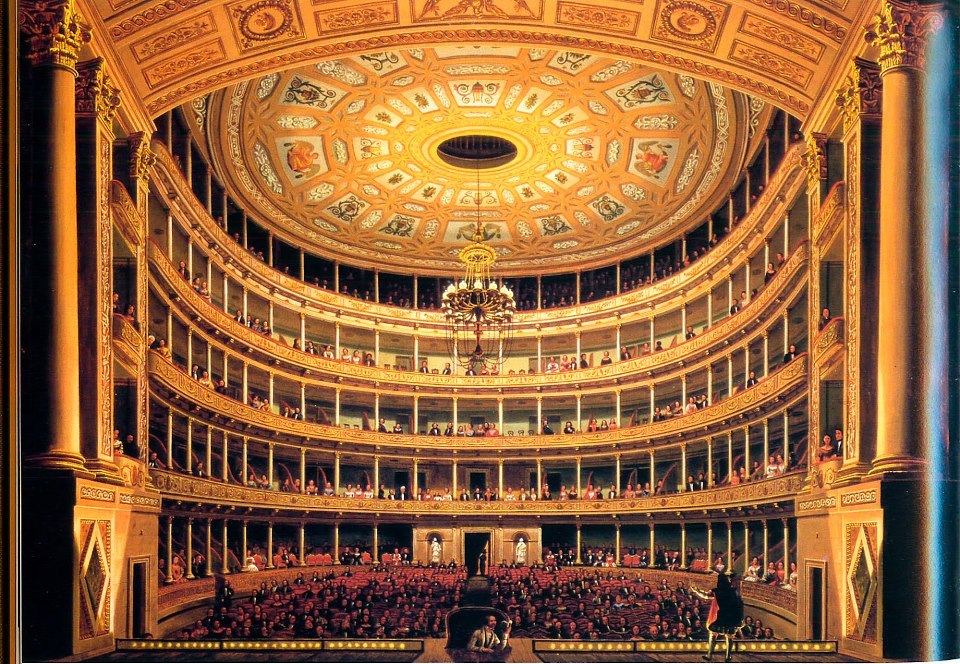
Gran Teatro Nacional de México óleo vista desde el escenario

El teatro en el siglo XIX se destaca por obras teatrales y representaciones artísticas, fruto de las transformaciones, sociales, culturales y políticas del tiempo-espacio en Europa. Al mismo tiempo, es un periodo en el cual es posible reconocer diversos movimientos artísticos que incluso eran radicalmente opuestos entre sí, el romanticismo y el naturalismo y realismo.
La importancia del quiebre del romanticismo es fundamental para una nueva visión acerca del mundo, y en específico del teatro. El realismo y el naturalismo surgen como una condición nueva de creación e implementación de obras, que juegan un papel más acertado respecto a nuestra cotidianidad, que las personas se identificaran más con aquello que les resultaba común y propiamente realista. Dejando de lado el ideal de lo “perfecto”.

## Contexto histórico
Estas tendencias se desarrollaron en Europa, a mediados del siglo XIX. Iniciando en Francia y teniendo como punto de inflexión a España. Que es el lugar donde surgen transformaciones dentro de la literatura, las artes, la economía y la política. Pues en este periodo se estaban desarrollando momentos importantes, como; la lucha entre los conservadores y los progresistas, y nuevamente la restauración y consolidación de la monarquía.
Pues la sociedad, al estar condicionada por una idealización romántica, con los cambios y la evolución científica e industrial, provocan que el positivismo gane terreno, en conjunto de un realismo impecable y transparente, que deja ver una realidad pura y objetiva.  A su vez, nuevas corrientes filosóficas, ponen en práctica cosas como; la experimentación, observación, métodos científicos, conocimiento de las ciencias naturales, entre otros.

## El Realismo
Considerado como un movimiento literario, que exhibe y representa una realidad exacta, objetiva y concreta. Claramente omite condiciones subjetivas y se centra en presentar generalmente a la burguesía, enmarca una realidad social a modo de novela, basada siempre en la observación del comportamiento y actuación de los individuos en su época.

### Características en la representación teatral
- En la escena se trata de retratar o reflejar una cotidianidad exacta.
- En la representación teatral siempre está presente la objetividad.
- Las actuaciones de los personajes son concretas, es decir; se representan los sentimientos, pensamientos y emociones, tal como lo son en la realidad y sin exagerar.
- El ambiente o la escenografía es totalmente realista y verídica.
- El lenguaje usado en las representaciones es coloquial.[3]

### Dramaturgia
Los principales dramaturgos y obras relacionadas con el teatro realista son:
- José Echagaray con obras como: El loco Dios, Mancha que limpia.
- Alexandre Dumas con obras como: La Dama de las Camelias.
- Henrik Ibsen con obras como: Casa de muñecas.
- Gerhart Hauptman con obras como: Los tejedores.
- George Bernard Shaw con obras como: Casa de viudos.[4]

## El Naturalismo
Considerado como movimiento literario, que pretendía representar el comportamiento, actitudes y estudio del hombre. Claramente esto se veía reflejado en la calidad en la producción de las obras teatrales. Sustentado en una metodología determinista y materialista. Representando los pasajes de la vida de los seres humanos, conflictos y problemáticas sociales, comunes y costumbres de la época.

### Características en la representación teatral
- La actuación de los personajes en el medio tiene una fuerte inclinación, hacia la representación de la decadencia y sentires violentos, dentro de una cruda realidad.
- La escenografía en conjunto de la ambientación, generan un clima difícil, turbio, agobiante y abrumador, ciertamente de manera objetiva, representando la penumbra de las situaciones que acontecen día a día.
- El carácter de los actores inundado de la situación moral y psicológica contemporánea, dejando ver los matices de una sociedad que colapsa y es meramente cierta y objetiva.
- La temática se centra en reflejar las condiciones humanas más deplorables, así como su posicionamiento social y acciones con sus consecuencias.[5]

### Escenografías y vestuarios del teatro realista y naturalista
La escenografía generalmente era muy cargada, con indumentaria y materiales de comunes y corrientes, es decir; se utilizaban aparatos, objetos y accesorios del cotidiano. Por ejemplo: sillas, escaleras, vasijas, candelabros, caballetes, bancos de madera, platos, cortinas, etc. Muebles que representan escenas costumbristas y de situaciones o momentos muy íntimos, familiares, privados o públicos, pero muy pocas veces exagerando con elementos subjetivos o surrealistas.
Mecanismos y artefactos novedosos para cambiar la escenografía, rieles y nuevos inventos para hacer la producción más eficaz y sencilla.
Los actores aparecían cada vez que un mecanismo se accionaba para abrir puertas y distintos objetos que cada vez más se fusionaban con nuevas técnicas de movimiento.
La gestualidad era significativa para las escenas, pues tenían que asemejarse con las acciones y la personalidad de personas reales y naturales, sin exageración. Y el vestuario seguía la misma pauta, no tan recargados, y de acuerdo a la moda de la época y claramente adaptados a la situación escénica de cada obra teatral.
Obras Representativas del Naturalismo Naturalismo (teatro)
- - The Cherry Orchard (1904), de Anton Chekhov.
  - Uncle Vanya (1898), de Anton Chekhov.
  - Drayman Henschel (1898), de Gerhart Hauptmann.
  - The Weavers (1892), de Gerhart Hauptmann.
  - Creditors (1889), de August Strindberg.
  - Miss Julie (1888), de August Strindberg.
  - The Father (1887), de August Strindberg.
  - The Power of Darkness (1886), de León Tolstói.
  - A Bitter Fate (1859), de Aleksey Pisemsky.
  - Woyzeck (1837), de Georg Büchner.